# ابراهیم انیس
ابراهیم انیس (۱۹۰۶–۱۹۷۸) زبان‌شناس مصری بود. در قاهره زاده شد و در دارالعلوم همان‌جا درس خواند، سپس دکترای خود را از دانشگاه لندن در ۱۹۴۱ گرفت. در دارالعلوم قاهره و دانشگاه اسکندریه به تدریس پرداخت. همچنین برای تدریس در دانشگاه اردن نیز انتخاب شد. الأصوات اللغویة، فی اللهجات العربیة، دلالة الألفاظ، مستقبل اللغة العربیة و من أسرار العربیة از آثار اوست. خانوادهٔ او، کتابخانهٔ شخصی‌اش را پس از درگذشت به دارالعلوم هدیه دادند.